# The Used
The Used er et post hardcore band fra Orem, Utah, USA.

## 1994-2001: De Tidlige År
The Used blev officielt dannet i januar 2001, men medlemmerne havde spillet sammen i siden starten af 1990'erne. I 1994 dannede de bandet Strange Itch der bestod af; Branden Steineckert på trommer, Jeph Howard som sanger, Joel Pack på bas og Matt Brown på guitar. De udgav deres første album, Strange Itch i 1998.
I 1998 overtog Quin Allman guitaren, og Ashton Johnson tog bassen. På det her tidspunkt, skiftede de navn til Dumb Luck.
I 2002 udgav de cd'en, The Naked Truth. Kort efter udgivelsen begyndte Jeph Howard at spille bas, i stedet for at være sanger i bandet. Jagten på en ny sanger foregik i Branden Steineckert's soveværelse, men uden at finde en egnet sanger. Quin Allman kom i tanke om en gamle skolekammerat Bert McCracken, og snakkede med ham, om han muligvis var interesseret i at blive sanger i bandet. Han mødte op og alle var enige om, at Bert var den rigtige, og de ændrede gruppens navn til Used.
Sammen lavede de et album, som er kendt af deres inkarnerede fans som; Demos From the Basement. Trommeslageren Brander Steineckert sendte gruppens sange til produceren John Fledmann fra Poppunk group Goldfinger og efter John havde hørt sangen "A Box Full of Sharp Objects", bad han om, flere sange fra dem. Han kunne lide, materialet de sendte til ham, og han vidste, at Used var et unikt band. Han introducerede dem for producere i branchen. Men de første, der hørte bandet, forstod ikke musikken. Trods de første skuffelser, fortsatte John arbejdet med at introducere bandet, og efterhånden gik det fremad. Flere og flere folk fik øjnene op for kvaliteterne i deres demo-cd, og de fik tilbudt kontrakt af flere selskaber. De valgte at skrive under på Reprise Records tilbud.

## 2002-2003: Debutalbum og måske Maybe Memories
I 2002 opdagede de, at i Boston var der allerede et band der hed "Used". Så de besluttede at sætte "The" foran, så de blev til The Used. De udgav en plade 25 juni 2002, som de også kaldte The Used. Albummet fik forskellige anmeldelser, for de fire singler: "A Box Full of Sharp Objects", "The Taste of Link", "Buried Myself Alive", og "Blue and Yellow".
The Used skulle nu ud og spille på Warped Tour, Ozzfest og Projekt Revoltion. I juli 2003, udgav The Used deres cd/dvd Maybe Memories.

## 2004-2006: In Love and Death, Opholdet og ny trommeslager.
En tragedie ramte The Used i 2004, da sangeren Bert McCrakens kæreste, som var gravid med deres første barn, døde af en overdosis af stoffer, og hans hund døde på samme tidspunkt, da den blev kørt ned, og døde. Deres andet album var kaldt In Love and Death, en henvisning til den svære tid Bert McCraken måtte gå igennem. Selvom Bert McCraken havde skrevet "Hard to Say", flere år før, besluttede han at det var tid til at udgive sangen, for den handlede om hans kærestes forgiftning. De fik igen forskellige anmeldelser af deres tre nye singler, "Take it Away", "All That I've Got", "I Caught Fire" inden In Love and Death blev udgivet i 2005. Efter tuneren med det nye album, brugte The Used 7 måneder, på at genetablere kontakt med venner, og familie. I sommeren 2006, spredtes der nogen rygter om, at Branden ikke længere var medlem af bandet og det skabte forvirring og frygt, bland de mange fans, de nu havde fået. Den 12. September 2006, blev det officielt at Branden Steineckert ikke længere var trommeslager i The Used. De meddelte at The Used skyldte Branden en hel del, og takkede ham for det store arbejde han havde lavet over de mange år, og de ønskede ham en god fremtid. Sent i 2006 blev Dan Whitesides den nye trommeslager.

## 2007 – Berth og Lies for the Liars
Tidligt i 2007, blev Berth udgivet, en CD/DVD pakke. Den var rigtigt planlagt til at udkomme i 2006, men de fik nogen problemer, og måtte udskyde den et år, efter en arbejder stjal noget materiale, blandt andet en fuld livekoncert, Taste of Chaos, og forsvandt. Deres tredje album, Lies for the Liars udkom 22 maj, 2007 og havde solgt over 241.900 gange i midten af september 2007. Lies for the Liars var det album, de har brugt mest tid på, de har brugt 6 måneder på at lave det. 
Igen blev albummet modtaget forskelligt, og de er blevet citeret mange gange for at synge "Liar, Liar, pants on fire" i sangen Liar Liar (Burn In Hell). Trods den musik de laver, får de flere og flere fans, for hver dag der går.

## Band Medlemmer

### Nuværende medlemmer
- Bert McCraken – Sanger (Siden 2001)
- Quinn Allman – Guitar, Backup Sanger (Siden 2001)
- Jeph Howard – Bass, Backup Sanger (Siden 2001)
- Dan Whitesiders – Trommer (Siden 2007)

### Tidligere medlemmer
- Greg Bester – Guitar, spillede med bandet fra 2000-2002
- Branden Steineckret – Trommer, Hjælpe Sanger, blev smidt ud i 2006
- Dean Butterworth – Trommer

## Albumgenre
The Used bliver betegnet som et emocore band, hvilket ikke er helt rigtigt. De har emocore elementer i deres musik, men de vil først og fremmest gå som Post-hardcore og Screamo.
- The Used (Album) – Post-hardcore/Emocore elementer
- Maybe Memories – Post-hardcore/Emocore elementer
- In Love and Death – Post-hardcore/Emocore elementer
- Berth – Post-hardcore/Emocore elementer